# Giovan Girolamo de' Rossi
Giovan Girolamo de' Rossi, o Giovangirolamo o Giangirolamo, battezzato Johannes Hieronymus (San Secondo Parmense, 19 maggio 1505 – Prato, 5 aprile 1564), è stato un vescovo cattolico e umanista italiano.

Stemma dei Rossi di Parma.

Letterato insigne, figlio di Troilo I de' Rossi appartenente al casato dei Rossi di San Secondo, fu fratello di Pier Maria II de' Rossi, conte di San Secondo. Fu governatore di Roma dal 1551 al 1555.
Ricoprì la carica di vescovo di Pavia dal 1530 al 1564, con interruzione dal 1541 al 1550. Entrato in conflitto con il casato dei Farnese, sotto papa Paolo III patì un processo per un omicidio che sarebbe stato da lui ordito (sentenza, al termine di un primo processo, emessa in data 5 luglio 1541). Dopo l'elezione di papa Giulio III e la riapertura del processo, la sentenza veniva ribaltata, con il reintegro di quasi tutti i beni e titoli.

## Biografia
Giovan Girolamo de' Rossi nacque nel castello di famiglia a San Secondo da Troilo e Bianca Riario Sforza, terzogenito, e fu avviato fin da giovanissimo, a Bologna e poi a Padova (sotto Pietro Bembo), agli studi umanistici e al culto della religione cattolica.
La prima carica in ambito curiale la ricevette nel 1517, quindi a soli dodici anni, e fu quella di Protonotario Apostolico. Ad imporgliela fu papa Leone X, sollecitato da un parente materno di de' Rossi, Raffaele Sansoni Riario, Cardinale di San Giorgio.
Dovevano poi passare nove anni perché il nuovo pontefice, papa Clemente VII, lo chiamasse a Roma quale Chierico di camera.

### Il sacco di Roma
Gaetano Moroni nella sua enciclopedica opera "Dizionario di erudizione storico-ecclesiastica da S. Pietro sino ai nostri giorni" (Tipografia Emiliana, Venezia, 1840 - 1861) lo dà governatore di Roma al tempo del famoso sacco di Roma del 1527, allora Stato Pontificio.
La tesi del Moroni, sposata da alcuni storiografi successivi, viene destituita di ogni fondamento da Niccolò Del Re, autore per la Libreria Editrice Vaticana, del significativo volume "Monsignor Governatore di Roma" (seconda edizione riveduta e corretta, Roma 2009): al tempo del sacco governatore di Roma era Bernardo de' Rossi, vescovo di Treviso, cugino del nostro, peraltro in pessimi rapporti con i Rossi di San Secondo.
Ad ogni buon conto si riporta la citazione del Moroni:
()

### La crisi con Paolo III
Divenuto collaboratore di Papa Farnese, fu inviato da questi a Firenze come osservatore degli eventi successivi all'uccisione del duca Alessandro de' Medici.
Nel 1539 venne chiamato a Roma con un pretesto e rinchiuso in Castel Sant'Angelo in attesa di essere processato. Il processo intentato da papa Paolo III contro Giovan Girolamo de' Rossi, accusato di essere il mandante dell'omicidio del conte Langosco, si concluse il 4 luglio 1541 ("... ad beneplacitum sanctissimi domini nostri") e costò al prelato, rinchiuso a Castel Sant'Angelo, una condanna pecuniaria di 5.000 scudi d'oro e l'esilio prima a Città di Castello, presso la sorella Angela Paola, moglie di Alessandro Vitelli (un'altra sorella, Costanza, aveva sposato il fiduciario del duca Cosimo I e cugino di Maria Salviati, Girolamo di Luca degli Albizi) e poi in Francia. Conseguenza del procedimento penale, a parere di molti storici, assolutamente ingiusto (tanto che poi fu riabilitato dal successivo pontefice Giulio III), fu soprattutto la destituzione di de' Rossi dalla carica di vescovo di Pavia. Nella realtà dei fatti, il fine di papa Paolo III, nel porre sotto processo de' Rossi, sarebbe stato quello di estromettere quello che, a causa dei dissapori del suo casato con quello dei Farnese, si era rivelato uno degli avversari politici più temibili.
Non a caso, dopo questo fatto, il pontefice ottenne da Carlo V l'autorizzazione a costituire il Ducato di Parma e Piacenza (alla cui guida, come duca, chiamò Pier Luigi, suo figlio legittimo).
Durante il periodo di esilio mantenne stretti rapporti epistolari con Benvenuto Cellini, con il quale aveva anche diviso parte dei giorni trascorsi recluso in Castel Sant'Angelo.

### Riabilitazione
Dopo il periodo dell'esilio conseguente al processo cui fu sottoposto, con la salita al soglio di Pietro di papa Giulio III, de' Rossi venne riabilitato e nominato governatore di Roma, carica che ricoprì dal 22 novembre 1551 al 21 gennaio 1555.
Dedicatosi all'attività di poeta e storiografo, trascorse gli ultimi anni di vita, ponendosi sotto la protezione del cugino Cosimo I de' Medici, vivendo dapprima in Firenze, ritirandosi poi nella Villa del Barone a Montemurlo. Ceduta, infine, la villa, con atto di donazione del 4 settembre 1562, al nipote Sigismondo,  trovò residenza in Prato. Nel 1563 ottenne la cittadinanza pratese e, alla fine del febbraio 1564, venne designato alla carica di prevosto, successore a Mons. Pierfrancesco Riccio. Nelle more di una nomina che necessitava del beneplacito ducale e di ratifica pontificia, morì il 5 aprile 1564.
Il suo corpo venne depositato nella chiesa della Santissima Trinita, annessa all'omonimo monastero di monache agostiniane, perdendosi poi traccia a seguito delle 'soppressioni ricciane' di fine Settecento.  Solo alla fine del 2022, grazie alle insistenti ricerche di due appassionati cultori di storia rossiana (Fernando Giaffreda e Pier Luigi Poldi Allaj), i suoi resti mortali vennero rilocalizzati nel coro della chiesa dello Spirito Santo (adiacente al soppresso monastero), dove una lapide sul pavimento reca la inequivocabile iscrizione
OSSA ET CINERES / JOANNIS HIERONYMI DE RUBEIS / EPISCOPI PAPIENSIS / IN PACE CHRISTI / HEIC / REQUIESCUNT.
Giovan Girolamo lasciò numerosi pezzi artistici, in particolare sculture, recuperate dalla sua ultima dimora e dalla residenza romana che aveva mantenuto (una parte di tali pezzi era stata interrata sotto un vigneto).
Al vescovado di Pavia gli subentrò il nipote Ippolito, figlio del fratello Pier Maria III e di Camilla Gonzaga.
Secondo lo storico fiorentino Giuseppe Pelli Bencivenni, gli eredi di Cosimo de' Medici non rimasero insensibili a tale patrimonio tanto che:
()

## Le fattezze
Sul piano puramente iconografico, del presule è rimasto di fatto nulla. Se si eccettua un generico affresco nella sala d'attesa del vescovado di Pavia, potrebbe essere di Giovan Girolamo de' Rossi l'immagine che, nella sala di Adone della Rocca dei Rossi di San Secondo di Parma, viene detta di Giangiacomo Trivulzio, somigliante al Ritratto di un collezionista, attribuito al Parmigianino, già di proprietà di Casa Farnese ed ora alla National Gallery di Londra.

## Opere
Solo in tempi recenti è stato ricostruito ad opera degli storici il corpus letterario di questo umanista rinascimentale, riassumibile nelle seguenti opere:
- Vite di uomini illustri antichi e moderni (inclusi Alberi di famiglie illustrissime[5])
- Discorso del Reverendissimo Monsignor di Pavia. Tratto da diversi storici a proposito della guerra contra 'l Turco (dedicato "Allo Illustre e Eccellente Signore Cosimo Medici Duca II di Firenze Signor mio osservandissimo)
- Rime di M. Giovangirolamo de' Rossi[6]
- Storia generale[7]
- Discorsi e ragionamenti dell'illustre e molto reverendo Monsignor lo Vescovo di Pavia fatti in guisa di dialoghi dove intervengono il signor don Ferrante Gonzaga, il Marchese di Marignano, il signor Pirro Colonna, il signor Lodovico Vistarino, l'autore.

Da testimonianze lasciate dallo stesso de' Rossi, egli dovrebbe essere l'autore anche delle seguenti opere (andate disperse):
- Libro degli usi diversi
- Centiloquio
- Discorso sulle medaglie
- Differenze delle età
- Notizie e cose memorande de' miei tempi

## Ascendenza
|                                               |              |                                                         | Genitori                                              |  |  | Nonni |  |  | Bisnonni                                         |  |  | Trisnonni                                        |  |
|                                               |              |                                                         |                                                       |  |  |       |  |  | Pier Maria II de' Rossi, IV conte di San Secondo |  |  | Pier Maria I de' Rossi, III conte di San Secondo |  |
|                                               |              |                                                         |                                                       |  |  |       |  |  | Pier Maria II de' Rossi, IV conte di San Secondo |  |  | Pier Maria I de' Rossi, III conte di San Secondo |  |
|                                               |              | Maria Giovanna Cavalcabò                                |                                                       |  |  |       |  |  | Pier Maria II de' Rossi, IV conte di San Secondo |  |  |                                                  |  |
| Giovanni de' Rossi, V conte di San Secondo    |              |                                                         |                                                       |  |  |       |  |  | Pier Maria II de' Rossi, IV conte di San Secondo |  |  |                                                  |  |
|                                               |              | Antonia Torelli                                         | Guido Torelli, I conte di Guastalla e Montechiarugolo |  |  |       |  |  |                                                  |  |  |                                                  |  |
|                                               |              | Antonia Torelli                                         | Guido Torelli, I conte di Guastalla e Montechiarugolo |  |  |       |  |  |                                                  |  |  |                                                  |  |
|                                               |              | Antonia Torelli                                         | Orsina Visconti                                       |  |  |       |  |  |                                                  |  |  |                                                  |  |
| Troilo I de' Rossi, I marchese di San Secondo |              | Antonia Torelli                                         |                                                       |  |  |       |  |  |                                                  |  |  |                                                  |  |
|                                               |              | Francesco Scotti Douglas, conte di Carpaneto e Vigoleno | …                                                     |  |  |       |  |  |                                                  |  |  |                                                  |  |
|                                               |              | Francesco Scotti Douglas, conte di Carpaneto e Vigoleno | …                                                     |  |  |       |  |  |                                                  |  |  |                                                  |  |
|                                               |              | Francesco Scotti Douglas, conte di Carpaneto e Vigoleno | …                                                     |  |  |       |  |  |                                                  |  |  |                                                  |  |
| Angela Scotti Douglas                         |              | Francesco Scotti Douglas, conte di Carpaneto e Vigoleno |                                                       |  |  |       |  |  |                                                  |  |  |                                                  |  |
|                                               |              | …                                                       | …                                                     |  |  |       |  |  |                                                  |  |  |                                                  |  |
|                                               |              | …                                                       | …                                                     |  |  |       |  |  |                                                  |  |  |                                                  |  |
|                                               |              | …                                                       | …                                                     |  |  |       |  |  |                                                  |  |  |                                                  |  |
| Giovan Girolamo de' Rossi                     |              | …                                                       |                                                       |  |  |       |  |  |                                                  |  |  |                                                  |  |
|                                               | Paolo Riario | Raffaele Riario                                         |                                                       |  |  |       |  |  |                                                  |  |  |                                                  |  |
|                                               | Paolo Riario | Raffaele Riario                                         |                                                       |  |  |       |  |  |                                                  |  |  |                                                  |  |
|                                               | Paolo Riario | Teodorina Spinola                                       |                                                       |  |  |       |  |  |                                                  |  |  |                                                  |  |
| Girolamo Riario, signore di Imola e Forlì     | Paolo Riario |                                                         |                                                       |  |  |       |  |  |                                                  |  |  |                                                  |  |
|                                               |              | Bianca della Rovere                                     | Leonardo della Rovere                                 |  |  |       |  |  |                                                  |  |  |                                                  |  |
|                                               |              | Bianca della Rovere                                     | Leonardo della Rovere                                 |  |  |       |  |  |                                                  |  |  |                                                  |  |
|                                               |              | Bianca della Rovere                                     | Luchina Monleone                                      |  |  |       |  |  |                                                  |  |  |                                                  |  |
| Bianca Riario                                 |              | Bianca della Rovere                                     |                                                       |  |  |       |  |  |                                                  |  |  |                                                  |  |
|                                               |              | Galeazzo Maria Sforza, V duca di Milano                 | Francesco Sforza, IV duca di Milano                   |  |  |       |  |  |                                                  |  |  |                                                  |  |
|                                               |              | Galeazzo Maria Sforza, V duca di Milano                 | Francesco Sforza, IV duca di Milano                   |  |  |       |  |  |                                                  |  |  |                                                  |  |
|                                               |              | Galeazzo Maria Sforza, V duca di Milano                 | Bianca Maria Visconti                                 |  |  |       |  |  |                                                  |  |  |                                                  |  |
| Caterina Sforza                               |              | Galeazzo Maria Sforza, V duca di Milano                 |                                                       |  |  |       |  |  |                                                  |  |  |                                                  |  |
|                                               |              | Lucrezia Landriani                                      | …                                                     |  |  |       |  |  |                                                  |  |  |                                                  |  |
|                                               |              | Lucrezia Landriani                                      | …                                                     |  |  |       |  |  |                                                  |  |  |                                                  |  |
|                                               |              | Lucrezia Landriani                                      | …                                                     |  |  |       |  |  |                                                  |  |  |                                                  |  |
|                                               |              | Lucrezia Landriani                                      |                                                       |  |  |       |  |  |                                                  |  |  |                                                  |  |